# Sedum reptans
Sedum reptans är en fetbladsväxtart som beskrevs av Robert Theodore Clausen. Sedum reptans ingår i Fetknoppssläktet som ingår i familjen fetbladsväxter. Inga underarter finns listade i Catalogue of Life.